# Max Stryjek
Maksymilian Stryjek (Warschau, 18 juli 1998) is een Pools voetballer die als doelman voor Jagiellonia Białystok speelt. 

## Clubcarrière
Stryjek startte zijn jeugdcarrière bij Polonia Warschau, waarna hij verkaste naar het jeugdteam van Sunderland. In Sunderland kreeg hij geen kans op speelminuten, waarna hij achtereenvolgens verhuurd werd aan Boston United, Accrington Stanley & Eastleigh FC.

### Carrièrestatistieken
| Seizoen                    | Club                 | Competitie            | Totaal | Totaal |
| Seizoen                    | Club                 | Competitie            | Wed.   | Dlp.   |
| -------------------------- | -------------------- | --------------------- | ------ | ------ |
| 2015-                      | Sunderland AFC       | Premier League        | 0      | 0      |
| 2015                       | → Boston United      | National League North | 12     | 0      |
| 2017-2018                  | → Accrington Stanley | Football League Two   | 3      | 0      |
| 2018-                      | → Eastleigh FC       | National League       | 13     | 0      |
| Carrière totaal            | Carrière totaal      |                       | 28     | 0      |
| Bijgewerkt tot 29 mei 2019 |                      |                       |        |        |

## Interlandcarrière
Stryjek speelde voor diverse Poolse nationale jeugdelftallen.